# هيرواكي موريشيما
هيرواكي موريشيما (باليابانية: 森島寛晃؛ بالكانا: モリシマ ヒロアキ)، من مواليد 30 أبريل 1972 في هيروشيما في اليابان، لاعب كرة قدم ياباني، ويلعب مع نادي سيريزو أوساكا الياباني منذ عام 1991.
و قد شارك مع منتخب اليابان لكرة القدم في 65 مباراة دولية وسجل 12 هدف دولي، وقد شارك في كأس العالم لكرة القدم 1998 وكأس العالم لكرة القدم 2002، وقد سجل هدفا في مرمى منتخب تونس لكرة القدم في تلك البطولة.

## روابط خارجية
- هيرواكي موريشيما على موقع الاتحاد الدولي (مؤرشف)  (الإنجليزية)
- هيرواكي موريشيما على موقع رابطة كرة القدم اليابانية للمحترفين (اليابانية)
- هيرواكي موريشيما على موقع قاعدة بيانات كرة القدم.إي يو (الإنجليزية)
- هيرواكي موريشيما على موقع ناشيونال فوتبول تيمز (الإنجليزية)
- هيرواكي موريشيما على موقع Soccerway.com (الإنجليزية)
- هيرواكي موريشيما على موقع عالم كرة القدم.نت (الإنجليزية)
- هيرواكي موريشيما على موقع كووورة